# Valea Bourei
Valea Bourei – wieś w Rumunii, w okręgu Suczawa, w gminie Dolhești. W 2011 roku liczyła 743 mieszkańców.